# Чернігів-Арена
Стадіон «Чернігів-Арена» — футбольний стадіон у місті Чернігів Чернігівської області, який вміщує 500 глядачів. Домашня арена ФК «Чернігів».

## Опис стадіону
Стадіон «Чернігів-Арена» розташований у місті Чернігів у мікрорайоні ЗАЗ за адресою вул. Кільцева, 2а. Складається з футбольного поля зі штучним покриттям, адміністративної будівлі з роздягальнями та душовими, приміщення для тренерів, клубного офісу, а також парковки. Штучне поле з трибунами на 300 глядачів, обнесене огорожею. Функціонує система збору дощової води, сонячні панелі та сучасна система опалення. Працює дитячий спортзал, спортивний магазин та клубний музей. Доступний інтернет на всій території стадіону. Також функціонують два міні-футбольних майданчика та один мультиспортивний (можна займатися баскетболом, тенісом та волейболом).

## Історія
У 2012 році керівництво чернігівського клубу почало пошуки земельної ділянки для побудови стадіону в межах міста. У червні 2014 року Виконком Чернігівської міської ради затвердив Детальний план території спортивно-оздоровчого комплексу, який мав бути побудований в районі перетину вулиці Кільцевої та проспекту Миру. Під вище вказаний проект виділили 17,28 га землі. Тоді ж затвердили й робочу назву стадіону — «Чернігів-Арена». Земельна ділянка, виділена під стадіон, входить до фонду охоронних земель. На ній знаходяться свердловини, з яких містянам подається вода, тому використовувати земельну ділянку можливо було, фактично, лише для побудови спортивних споруд. У 2016 році клуб отримав дозвіл на будівництво, а вже в червні того ж року стартували підготовчі роботи.
Спочатку побудували футбольне поле зі штучним покриттям, комунікації та дороги, адміністративну будівлю з роздягальнями та душовими, а також парковку.
У 2020 році кількість місць для глядачів була збільшена до 500. В подальшому розглядаються варіанти розширення трибун до 1,5 або до 5 тисяч місць та побудова нових парковок.
5 серпня 2020 року «Чернігів-Арена» потрапила до списку стадіонів, ліцензованих УАФ для проведення поєдинків Другої ліги чемпіонату України.

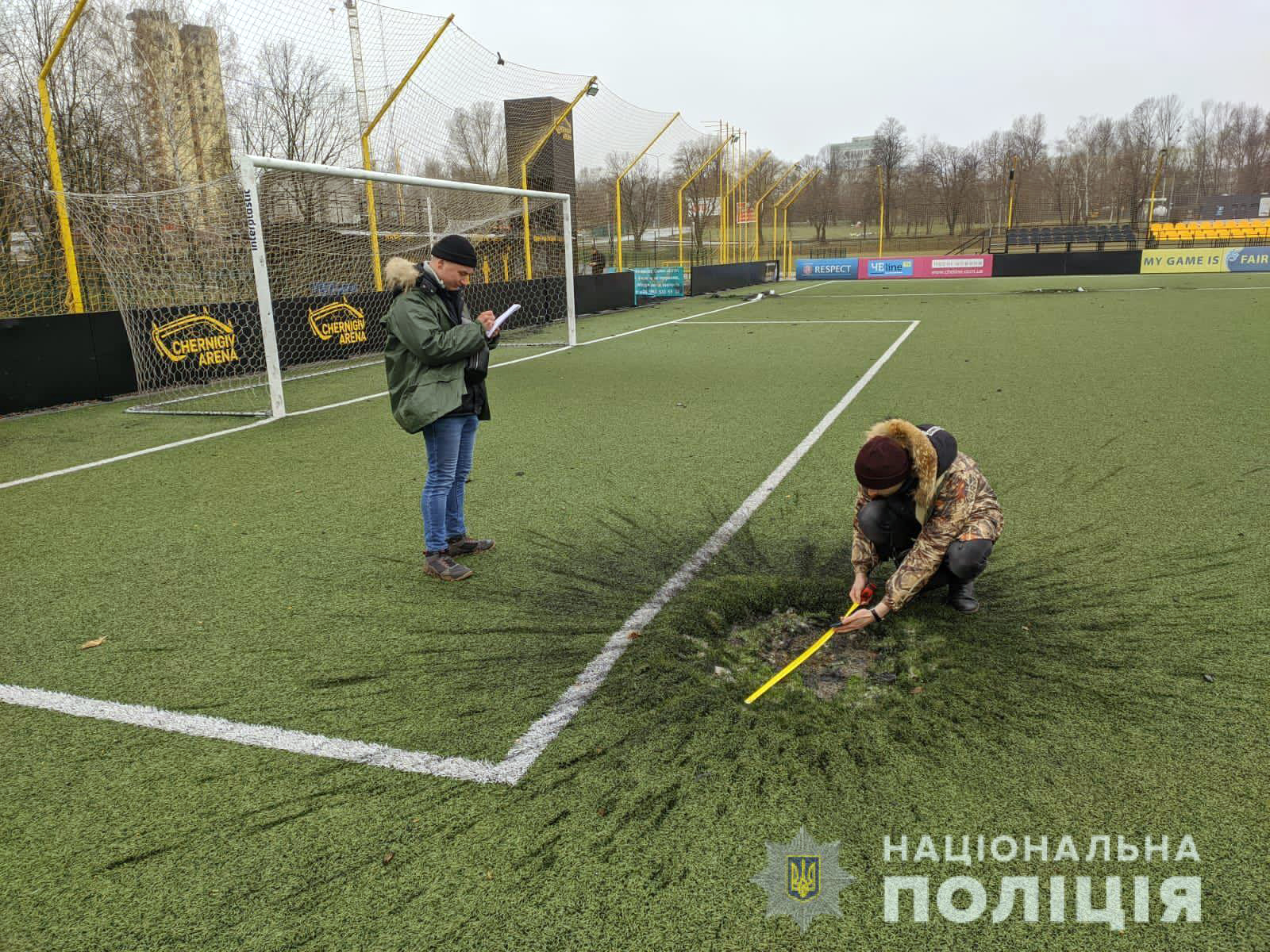
Слід від обстрілу

У березні 2022 року стадіон був пошкоджений російським обстрілом. Два снаряди потрапили в газон, пошкоджено також квиткові каси та фан-шоп.

## Використання
На стадіоні проходять домашні матчі ФК «Чернігів» у Чемпіонаті України серед аматорів, а з 2020 року — в Другій лізі чемпіонату України.
Крім цього, чернігівська «Десна» орендує «Чернігів-Арену» для ігор своїх команд U-21 та U-19.
На стадіоні грають матчі чемпіоната ДЮФЛУ команди спортшкіл «Десна» та «Юність», чемпіонату міста Чернігова, чемпіонату Чернігівської області, чемпіонат серед ветеранів, а також проводиться щорічні турніри «Кубок ЮСБ» та «Зимова іскра».
На «Чернігів-Арені» проводились матчі Вищої та Першої ліг Чемпіонату України серед жіночих команд, проводили тренування та товариські основний склад чернігівської «Десни». Також 12 червня 2017 року чернігівська «Легенда-ШВСМ» у товариському матчі приймала жіночу збірну України.